# Chrysosoma shentorea
Chrysosoma shentorea är en tvåvingeart som beskrevs av Jennifer L. Hollis 1964. Chrysosoma shentorea ingår i släktet Chrysosoma och familjen styltflugor.
Artens utbredningsområde är Sri Lanka. Inga underarter finns listade i Catalogue of Life.